# Race Across Italy

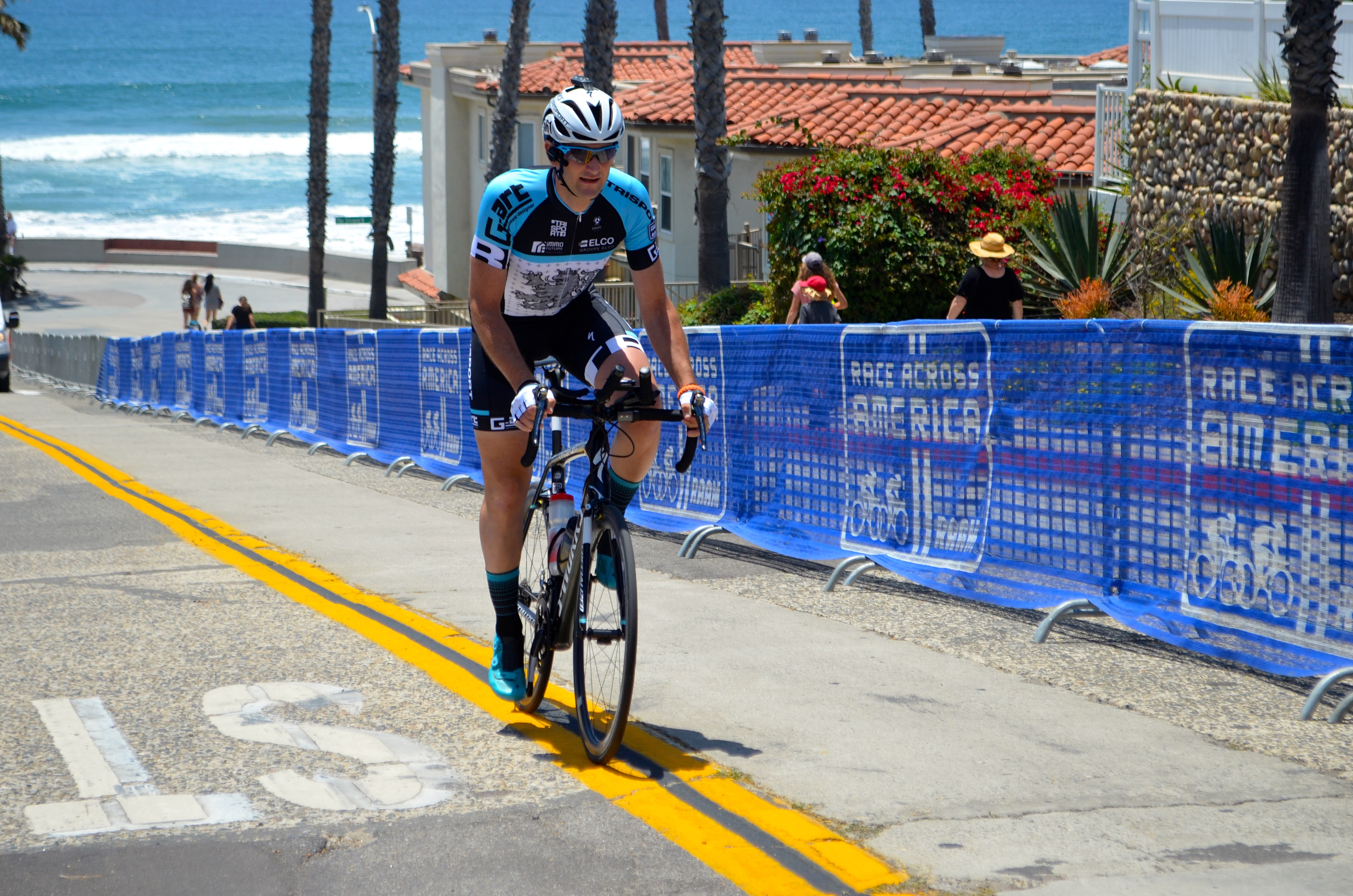
Der dreimalige Sieger, der Luxemburger Ralph Diseviscourt beim Race Across America 2016

Das Race Across Italy (RAI) ist eine zweitägige Extremradsportveranstaltung, die seit 2013 jährlich Ende April bzw. Anfang Mai in Italien ausgetreten wird. Die rund 775 km lange Strecke mit etwa 10.000 Höhenmetern führt als Rundkurs einmal quer durch Italien.

## Organisation
Gestartet wird in der Einzelwertung und in Zweier- oder Vierer-Teams.
Start und Ziel ist in Silvi, in Mittelitalien an der Adriaküste. Die jährlich variierende Strecke (zwischen 775 und 835 km) startet am Meer, geht quer durch Italien bis ans Tyrrhenische Meer und in einem Rundkurs wieder zurück.
Die Erstaustragung 2013 konnte der Österreicher Christoph Strasser für sich entscheiden.
2018 wurde das Rennen zum sechsten Mal ausgetragen.
Das Rennen „Adriatico-Tirreno-Adriatico“ (RAI) ist auch Qualifikationsrennen für das Race Across America.

## Sieger Herren Einzel
- 2013  Christoph Strasser
- 2014  Marcello Luca
- 2015  Omar di Felice
- 2016  Ralph Diseviscourt
- 2017  Rainer Steinberger

- 2018  Ralph Diseviscourt -2-
- 2019  Ralph Diseviscourt -3-

## Sieger Frauen Einzel
- 2013
- 2014  Laura Messina
- 2015  Daniela Genovesi
- 2016
- 2017
- 2018